# Interstellar Probe
Interstellar Probe (ISP, с англ. Межзвёздный зонд) — концепция космического зонда  NASA для исследования гелиосферы и межзвёздного пространства. Изначально концепция была представлена в 2018 году для Лаборатории прикладной физики. Запуск ожидается между 2036 и 2041 годом. Через 6—7 месяцев после запуска аппарат должен пролететь мимо Юпитера и набрать скорость 6—7 а.е/год, что позволит покинуть гелиосферу уже через 16 лет . Благодаря улучшенным по сравнению с «Вояджерами» радиоизотопным термоэлектрическим генераторам аппарат должен стабильно работать более 100 лет. Из-за планируемой скорости полёта из Солнечной системы аппарат получил прозвище «Вояджер на стероидах».

## История

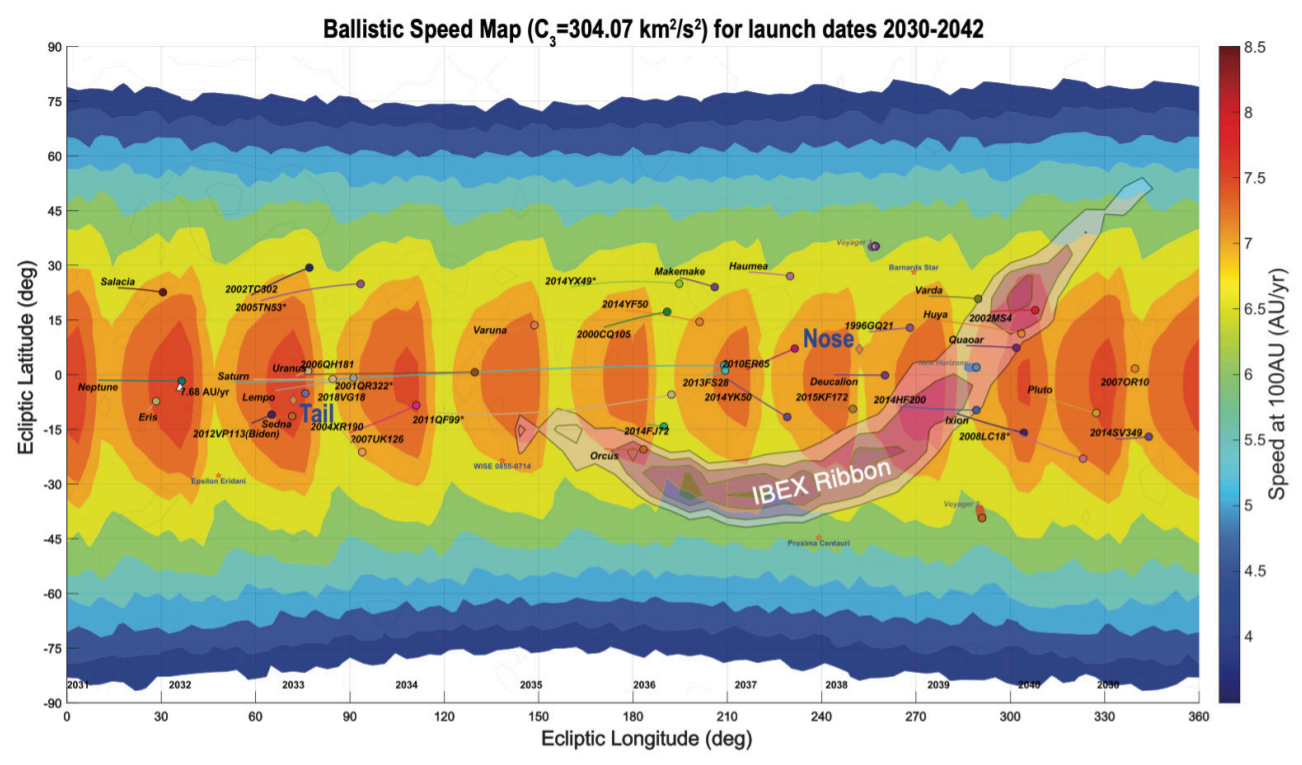
Лента IBEX на графике (чуть правее центра)

По состоянию на 2022 год аппараты Вояджер-1 и Вояджер-2, предназначенные для исследования внешних планет, покинули гелиосферу и сейчас находятся в межзвёздной среде . Главная проблема состоит в том, что многие из их приборов отключены из-за недостатка мощности, исчерпавшейся за более чем 45 лет работы аппаратов. Это не позволяет в полной мере исследовать данную область космического пространства. Также, аппарат IBEX обнаружил регион, известный как «лента IBEX», в котором энергичные нейтральные атомы (ЭНА), по-видимому, сильно влияют на гелиосферу и способны прорывать ее с беспрецедентной скоростью.
Основные цели миссии Interstellar Probe включают характеристику гелиосферы как пригодной для жизни астросферы, ее взаимодействие с Солнцем и межзвездной средой, а также природе этой межзвездной среды. Аналогичные цели могут включать просмотр Солнца как пригодной для жизни экзопланетной системы извне, с возможными пролетами планет или карликовых планет в зависимости от выбранной даты запуска, а также исследование Вселенной за пределами гелиосферы .

## Запуск и траектория полёта
Запуск зонда планируется осуществить в 2036 году с помощью ракеты-носителя Space Launch System в конфигурации Block 2 с дополнительными разгонными блоками Центавр и Star 48BV. Этот запуск выведет зонд на прямую траекторию к Юпитеру, пролёт которого должен случиться через 7 месяцев. Благодаря гравитационному манёвру зонд наберет скорость около 95 км/сек (около 342 000 км/час). Альтернативные варианты включают в себя использование РН Star 48 во время сближения с планетой и траекторию полёта, в которой кроме Юпитера будет задействовано Солнце. Были рассмотрены и другие варианты траекторий, включая пролеты мимо Сатурна, Урана или Нептуна, а также карликовых планет.

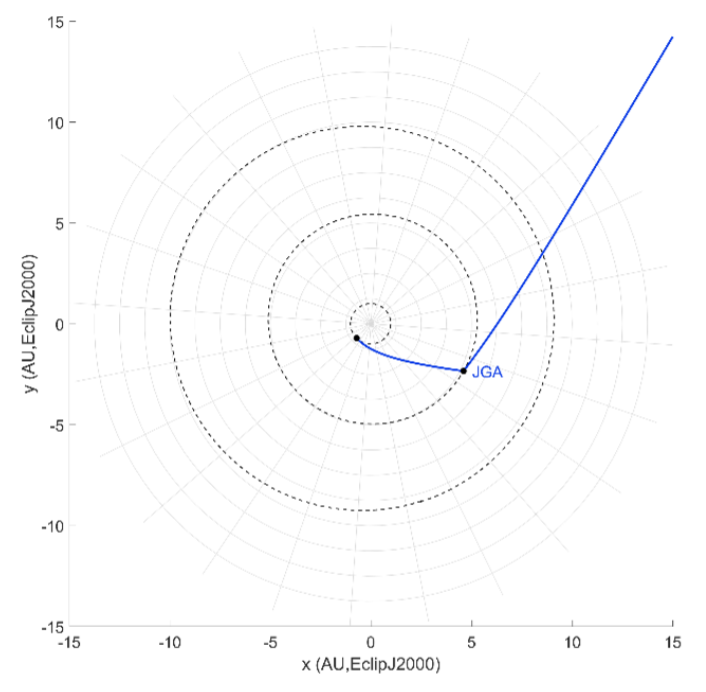
Базовая траектория с пролётом мимо Юпитера
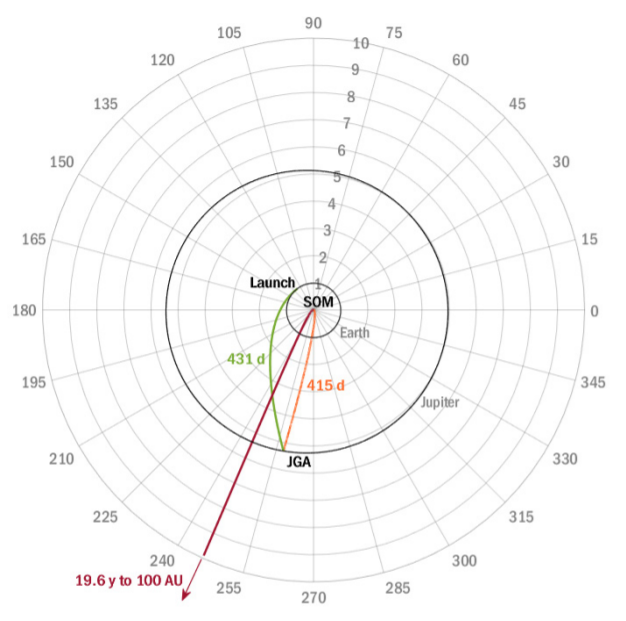
Траектория с пролётом мимо Юпитера и Солнца